# Пингель, Себастьян
Себастьян Пингель (дат. Sebastian Pingel; род. 11 мая 1993, Копенгаген, Дания) — датский футболист, нападающий клуба «Хорсенс».

## Карьера
Себастьян начинал карьеру в клубе «Вибю», из которого позднее вошёл в систему «Орхуса». Во взрослом футболе он дебютировал в сезоне 2012/13 в составе клуба «Брабранд». В 2013—2015 годах нападающий выступал за «Оддер» из второго датского дивизиона. В 2016 году Себастьян стал игроком фарерского «Б36». Он результативно дебютировал за «чёрно-белых» 5 марта, забив гол после выхода на замену в матче фарерской премьер-лиги с фуглафьёрдурским «ИФ». Всего в сезоне-2016 форвард отыграл 20 встреч в рамках фарерского первенства и отметился в них 10 забитыми мячами.
В 2017 году Себастьян перешёл из «Б36» в другой клуб из Торсхавна — «ХБ». В сезоне-2017 он провёл 25 матчей в чемпионате Фарерских островов и забил 9 голов, а по итогам года получил приз фэйр-плей. В начале 2018 года форвард забил 1 гол в 3 матчах первенства архипелага, но затем получил травму, от которой восстанавливался весь оставшийся сезон, ставший для его клуба победным. В сезоне-2019 Себастьян отыграл 20 встреч и забил 5 голов за «ХБ» в чемпионате, а также стал обладателем Кубка Фарерских островов, поразив ворота «Викингура» в финальной игре. В сезоне-2020 состоялось возвращение Себастьяна в «Б36». В 25 встречах фарерского чемпионата он забил 13 голов. В 2021 году форвард отыграл 17 встреч в рамках премьер-лиги, отметившись 5 забитыми мячами.
Зимой 2022 года Себастьян покинул Фарерские острова и присоединился к немецкому «Фениксу». В клубе из Любека он провёл полтора сезона, забив 13 голов в 48 матчах Региональной лиги «Север». В 2023 году нападающий вернулся на родину, став игроком клуба «Хиллерёд» из Первого дивизиона Дании. В 31 игре турнира он отличился 18 раз, став его лучшим бомбардиром. Летом 2024 года Себастьян перешёл из «Хиллерёда» в «Хорсенс».

## Достижения

### Командные
«ХБ»
- Чемпион Фарерских островов (1): 2018
- Обладатель Кубка Фарерских островов (1): 2019

### Личные
- Обладатель приза фэйр-плей на фарерской премьер-лиги (1): 2017
- Лучший бомбардир Первого дивизиона Дании (1) 2023/24 (18 голов)

## Личная жизнь
Отец Себастьяна, Франк Пингель (род. 1964) — известный датский футболист, выступавший за национальную сборную страны.